# Придобиване на Twitter от Илон Мъск
Придобиването на Twitter от Илон Мъск започна на 14 април 2022 г. и приключи на 27 октомври 2022 г. Бизнес магнатът Илон Мъск започна да купува акции на американската компания за социални медии Twitter, Inc. през януари 2022 г., като в крайна сметка стана най-големият акционер на компанията през април с 9,1 процентен дял от собствеността. Twitter покани Мъск да се присъедини към неговия борд на директорите, предложение, което Мъск първоначално прие, преди да откаже. На 14 април той направи непоискано предложение за закупуване на компанията; Бордът на Twitter първоначално отговори със стратегия за „ отровно хапче “, за да се противопостави на враждебно поглъщане, но единодушно прие офертата на Мъск за изкупуване от $44 милиарда на 25 април. Мъск заяви, че планира да въведе нови функции в платформата, да направи нейните алгоритми с отворен код, да се бори със спамбот акаунтите и да насърчава свободата на словото .
През юли Мъск обяви намерението си да прекрати споразумението, твърдейки, че Twitter е нарушил споразумението им, като е отказал да вземе сериозни мерки срещу спамбот акаунти. Компанията заведе дело срещу Мъск в Канцеларския съд на Делауеър малко след това, като процесът беше насрочен за седмицата на 17 октомври. Седмици преди да започне процесът, Мъск обърна курса, обявявайки, че ще продължи напред с придобиването на Twitter. Сделката беше сключена на 27 октомври, като Мъск веднага стана новият собственик и главен изпълнителен директор на Twitter, а Twitter стана частен.
При придобиването на Twitter, Мъск незабавно уволни няколко висши ръководители, включително предишния главен изпълнителен директор Параг Агравал . Оттогава Мъск предложи няколко реформи в Twitter и освободи половината от служителите на компанията. След това стотици служители напуснаха компанията, след като Мъск издаде ултиматум, изисквайки те да се ангажират с „изключително тежка“ работа.
Приемането на изкупуването беше разделено по силно пристрастни линии, с похвали за планираните реформи и визия на Мъск за компанията, особено призивите му за по-голяма свобода на словото, но получи остри критики поради опасения от потенциално нарастване на невярна или неточна информация, дезинформация, тормоз и реч на омразата в платформата. Консервативната партия до голяма степен подкрепя придобиването, докато либералите и бивши и настоящи служители на Twitter изразиха загриженост относно намеренията на Мъск.